# Конькобежный спорт на зимней Универсиаде 2005
Соревнования по конькобежному спорту в рамках зимней Универсиады 2005 года прошли с 13 по 17 января 2005 года на Олимпийском конькобежном катке Инсбрука. Программа соревнований по сравнению с предыдущим турниром изменений не претерпела: были разыграны 10 комплектов наград, по 5 у мужчин и женщин.
В соревнованиях приняло участие 116 спортсменов из 18 стран.

## Программа
| Дата      | Мужчины | Женщины |
| --------- | ------- | ------- |
| 13 января | 5000 м  | 1500 м  |
| 14 января | 2×500 м | 3000 м  |
| 15 января | 1000 м  | 2×500 м |
| 16 января | 1500 м  | 5000 м  |
| 17 января | 10000 м | 1000 м  |

## Медалисты

### Мужчины
| Дистанция | Золото                    | Золото      | Серебро                       | Серебро  | Бронза                        | Бронза   |
| --------- | ------------------------- | ----------- | ----------------------------- | -------- | ----------------------------- | -------- |
| 2×500 м   | Кэйитиро Нагасима Япония  | 72,520 UR   | Чжан Чжунци Китай             | 72,670   | Ли Ган Сок Республика Корея   | 72,700   |
| 1000 м    | Такахару Накадзима Япония | 1.11,81 UR  | Тадаси Обара Япония           | 1.12,56  | Энрико Фабрис Италия          | 1.12,83  |
| 1500 м    | Энрико Фабрис Италия      | 1.50,42 UR  | Риан Кет Нидерланды           | 1.50,92  | Такахару Накадзима Япония     | 1.51,85  |
| 5000 м    | Энрико Фабрис Италия      | 6.43,48     | Кэсато Миядзаки Япония        | 6.51,53  | Арьен ван дер Кифт Нидерланды | 6.54,99  |
| 10000 м   | Кэсато Миядзаки Япония    | 14.06,89 UR | Арьен ван дер Кифт Нидерланды | 14.09,01 | Хироки Хирако Япония          | 14.12,46 |

### Женщины
| Дистанция | Золото                        | Золото     | Серебро                       | Серебро | Бронза                           | Бронза  |
| --------- | ----------------------------- | ---------- | ----------------------------- | ------- | -------------------------------- | ------- |
| 2×500 м   | Жэнь Хуэй Китай               | 78,080 UR  | Санне ван дер Стар Нидерланды | 80,200  | Ая Кадзики Япония                | 80,400  |
| 1000 м    | Жэнь Хуэй Китай               | 1.19,04 UR | Паулин ван Дётеком Нидерланды | 1.19,99 | Катажина Вуйцицка-Тшебуня Польша | 1.21,18 |
| 1500 м    | Паулин ван Дётеком Нидерланды | 2.02,19 UR | Жэнь Хуэй Китай               | 2.05,16 | Ворхёйс, Йорин Нидерланды        | 2.05,91 |
| 3000 м    | Моник Клейнсман Нидерланды    | 4.21,90 UR | Ворхёйс, Йорин Нидерланды     | 4.25,77 | Галина Лихачёва Россия           | 4.26,69 |
| 5000 м    | Ворхёйс, Йорин Нидерланды     | 7.34,71 UR | Анна Рокита Австрия           | 7.38,34 | Ли Со Ён Республика Корея        | 7.39,45 |

## Медальный зачёт
| Место | Страна           | Золото | Серебро | Бронза | Всего |
| ----- | ---------------- | ------ | ------- | ------ | ----- |
| 1     | Нидерланды       | 3      | 5       | 2      | 10    |
| 2     | Япония           | 3      | 2       | 3      | 8     |
| 3     | Китай            | 2      | 2       | 0      | 4     |
| 4     | Италия           | 2      | 0       | 1      | 3     |
| 5     | Австрия          | 0      | 1       | 0      | 1     |
| 6     | Республика Корея | 0      | 0       | 2      | 2     |
| 7     | Россия           | 0      | 0       | 1      | 1     |
| 7     | Польша           | 0      | 0       | 1      | 1     |
| Всего | Всего            | 10     | 10      | 10     | 30    |